# Nadabius caducipes
Nadabius caducipes är en mångfotingart som beskrevs av Chamberlin 1946. Nadabius caducipes ingår i släktet Nadabius och familjen stenkrypare. Inga underarter finns listade i Catalogue of Life.